# Alloplasta subgrisea
Alloplasta subgrisea là một loài tò vò trong họ Ichneumonidae.